# Gaston Gallimard
Gaston Gallimard (París, 18 de enero de 1881 - Neuilly-sur-Seine, 25 de diciembre de 1975) fue un editor francés, fundador de la editorial Gallimard, que ocupa un lugar destacado en la literatura francesa del siglo XX. Dirigió, además, con mayor o menor éxito, diversas empresas extraliterarias: fue administrador de teatro, jefe de prensa, productor de cine y organizador de conciertos.

## Biografía
Su padre, Paul Gallimard, fue un rentista que coleccionaba libros raros y cuadros impresionistas. Era amigo de Auguste Renoir. Gaston estudió siete años en el Lycée Condorcet, donde conoció a Roger Martin du Gard. Finalizó sus estudios en 1898, después de haber obtenido el bachillerato. A los veinte años, Gallimard era un dandy que parecía destinado a seguir las huellas de su padre. Se convirtió en secretario del autor dramático Robert de Flers. En 1907 o 1908, mientras pasaba sus vacaciones de verano en la casa familiar de Bénerville-sur-Mer (Calvados), conoció a Marcel Proust, a quien editaría más tarde.
En 1910, La Nouvelle Revue Française (NRF) contrató a Gallimard como editor. Este, junto a André Gide y Jean Schlumberger, aportó el capital necesario.
El 17 de diciembre de 1912, en París, Gaston Gallimard se casó Yvonne Redelsperger, con quien, en 1914, tendría un hijo, Claude Gallimard. En 1913, fue nombrado administrador del Theatre Le Vieux-Colombier, que acababa de ser creado. Allí conoció a la actriz Valentine Tessier, quien iba a ser su amante.
Durante la Primera Guerra Mundial, fingió primero una enfermedad para no ir a la guerra y enfermó luego realmente, internándose varias veces en diferentes sanatorios, por lo que sus actividades de editor disminuyeron. En 1917, partió a Nueva York donde acompañó durante seis meses en una gira a la compañía del Vieux-Colombier.
En 1918, luego de una segunda estadía en los Estados Unidos, decidió crear una empresa claramente distinta de la NRF: la librería Gallimard. En 1928, la creación de ZED-publications apuntó a lanzar semanarios como Détective, Voilà o Marianne y revistas como Revue du cinéma, protegiendo a la librería Gallimard de eventuales fracasos. En 1930, se divorció de Yvonne Redelsperger y se casó con Jeanne-Léonie Dumont.
En 1933, produjo el film Madame Bovary de Jean Renoir, en el cual Valentine Tessier tenía el rol principal y que fue un fracaso comercial.
Gallimard huyó en la Segunda Guerra Mundial hacia el sur de Francia y no volvió a París hasta el armisticio de 1940. Se vio obligado a ceder la dirección de la NRF a Pierre Drieu La Rochelle, autor fascista militante. La actitud de Gallimard durante la guerra es ambigua. Acogió en sus oficinas reuniones clandestinas de Les Lettres françaises, fundada por Jacques Decour y Jean Paulhan, pero publicó traducciones de clásicos alemanes, como Goethe, para congraciarse con los ocupantes. Rechazó con habilidad el panfleto de Lucien Rebatet Les Décombres, pero no dudó, en su proposición de compra de Éditions Calmann-Lévy, en declarar a su editorial «aria de capital ario». El suicidio de Drieu La Rochelle y el apoyo de muchos escritores le permitieron proteger la librería Gallimard de la depuración que siguió al fin de la guerra. Cargada de todos los pecados, a la NRF se le prohibió continuar publicando.
La guerra fue la ocasión para otra empresa extraliteraria: los «conciertos de la Pléiade» que Gallimard organizó a partir de 1943.
En 1960, Albert Camus y Michel Gallimard, sobrino e «hijo espiritual» de Gallimard, murieron en un accidente automovilístico. Gallimard, cuyas fuerzas declinaban, pasó progresivamente el poder a su hijo Claude. Murió en 1975, a los 94 años.